# Francis Baring (1er baronnet)
Pour les articles homonymes, voir Francis Baring et Baring.
Francis Baring, 1er baronnet, est un homme d'affaires et politique britannique, né le 18 avril 1740 à Exeter et décédé le 11 septembre 1810 à Lee, près de Lewisham (quartier de Londres).

## Biographie
Francis Baring est le fils de Johann Baring (en), un marchand hanséatique originaire de Brême.
Il est le fondateur de l'une des plus grandes maisons de commerce de Londres et du monde entier, la Barings. À la tête de l'aristocratie financière, il seconda toute la politique de William Pitt le Jeune.
Il est le père d'Alexander, Thomas et Henry Baring.